# Cantone di La Roche-sur-Foron
Il Cantone di La Roche-sur-Foron è un cantone francese dell'arrondissement di Bonneville.
A seguito della riforma approvata con decreto del 13 febbraio 2014, che ha avuto attuazione dopo le elezioni dipartimentali del 2015, è passato da 9 a 27 comuni.

## Composizione
I 9 comuni facenti parte prima della riforma del 2014 erano:
- Amancy
- Arenthon
- La Chapelle-Rambaud
- Cornier
- Etaux
- La Roche-sur-Foron
- Saint-Laurent
- Saint-Pierre-en-Faucigny
- Saint-Sixt

Dal 2015 i comuni appartenenti al cantone sono i seguenti 27:
- Allonzier-la-Caille
- Amancy
- Andilly
- Arbusigny
- Cercier
- Cernex
- La Chapelle-Rambaud
- Copponex
- Cornier
- Cruseilles
- Cuvat
- Etaux
- Menthonnex-en-Bornes
- Monnetier-Mornex
- La Muraz
- Nangy
- Pers-Jussy
- Reignier-Ésery
- La Roche-sur-Foron
- Saint-Blaise
- Saint-Laurent
- Saint-Sixt
- Le Sappey
- Scientrier
- Villy-le-Bouveret
- Villy-le-Pelloux
- Vovray-en-Bornes